# Reformierte Kirche Chêne-Bougeries

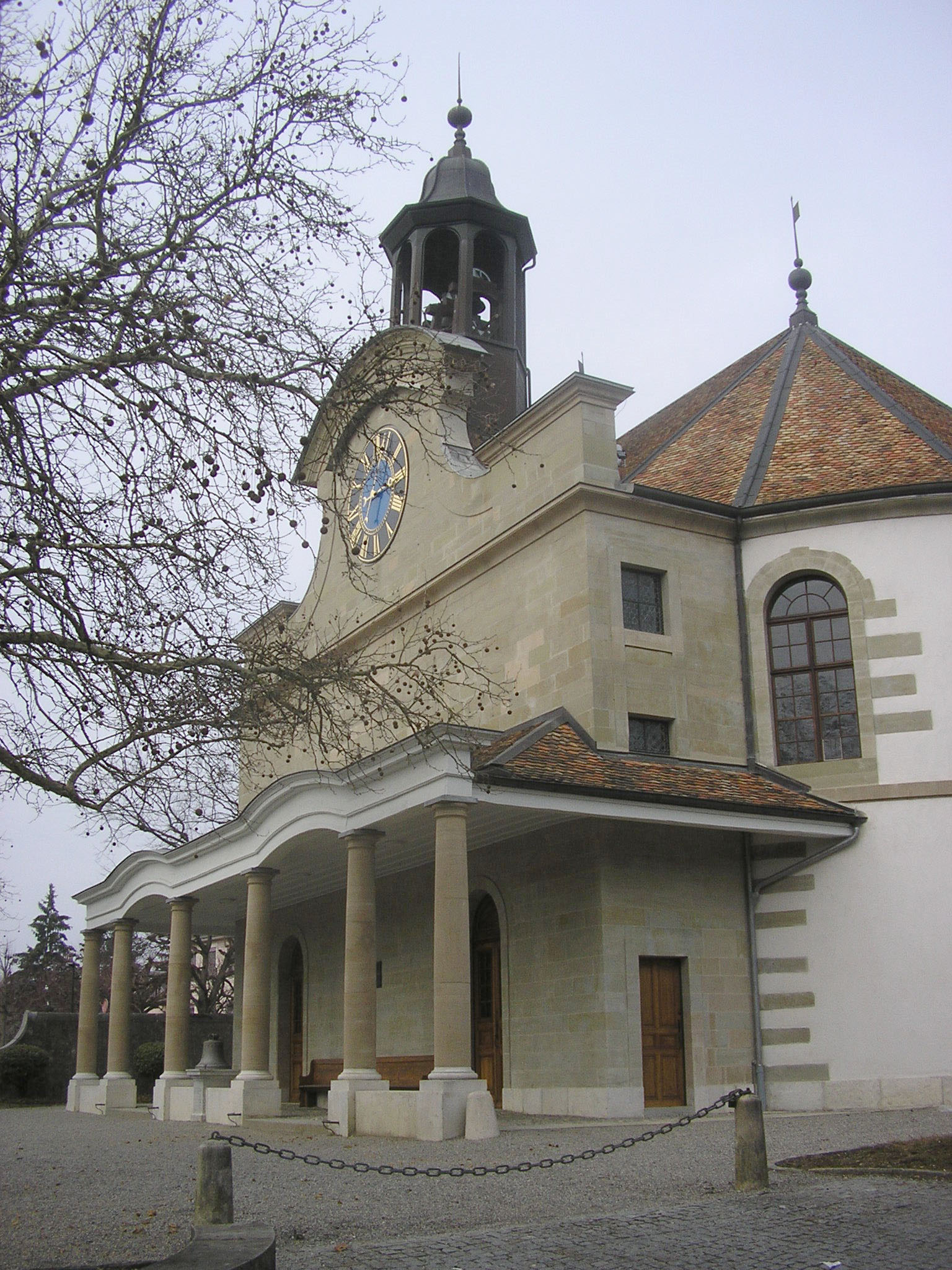
Der Temple von aussen

Die Reformierte Kirche Chêne-Bougeries (französisch: Temple de Chêne-Bougeries) ist eine protestantische Querkirche der Église Protestante de Genève im Genfer Vorort Chêne-Bougeries.

## Geschichte
Die Kirche wurde 1756–1758 errichtet und verfügt über einen ovalen, quergerichteten Grundriss. Der in seiner Grundrissform für den reformierten Sakralbau programmatische Kirchenbau ist im Zusammenhang mit dem Vertrag von Turin zu sehen, der 1754 eine neue Grenzziehung zwischen der calvinistischen Republik Genf und dem katholischen Savoyen festschrieb. Das Dorf Chêne wurde dabei zweigeteilt.

## Beschreibung

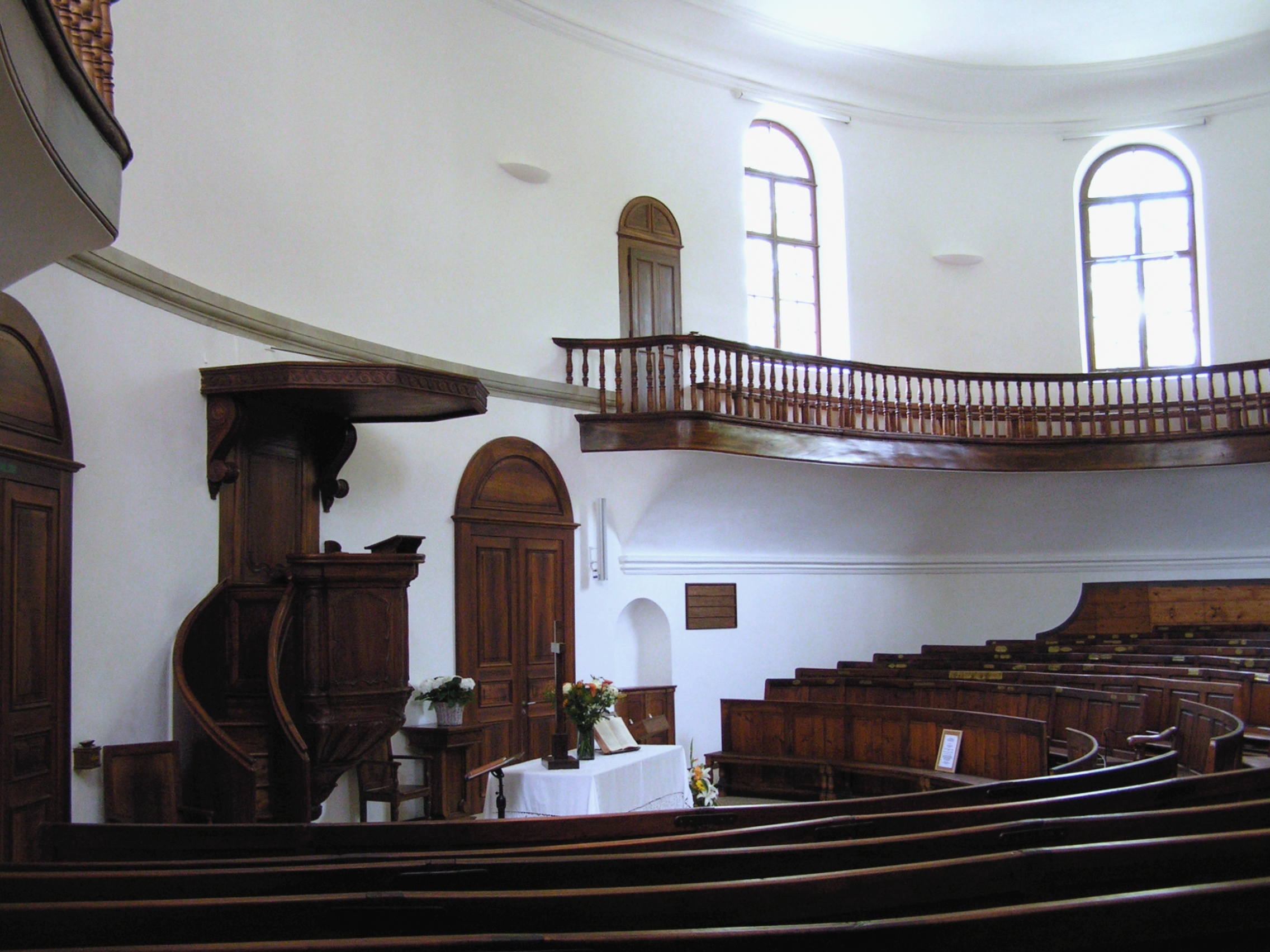
Innenraum mit Kanzel

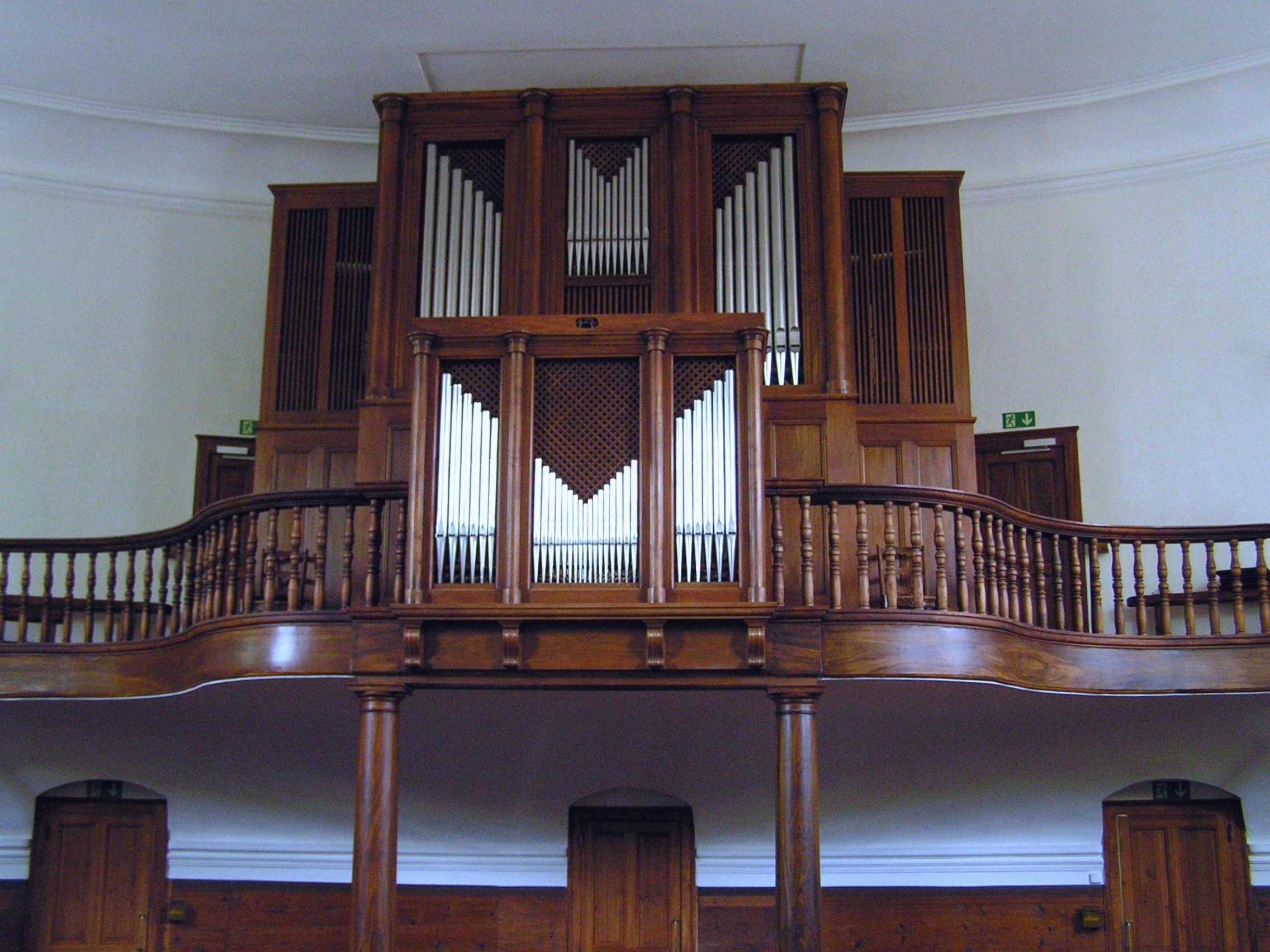
Orgel

### Gebäude
Dem Kirchenschiff sind eine prunkvolle barocke Schaufassade und ein Portikus mit Säulen toskanischer Ordnung vorgelagert. Die Turmuhr ist auf der Hauptfassade angebracht, die von einem drei Glocken tragenden Dachreiter bekrönt wird. Die Glocken sind auf die Töne h′ – 
dis″ – fis″ gestimmt.

### Inneres
Die Sitzbänke im schlichten Innenraum sind in der ungewöhnlichen Ordnung eines griechischen Theaters aufgestellt. Über den Sitzreihen befindet sich eine Empore. Von allen Plätzen aus ist die Kanzel als zentraler Ort des reformierten Predigtgottesdienstes gut sichtbar. 

### Orgel
Die Orgel, zwischen 1976 und 1979 von der Manufaktur Neidhart & Lhôte gebaut, befindet sich auf der nördlichen Empore gegenüber der Kanzel und dem Abendmahlstisch. Sie verfügt über 29 Register auf drei Manualen und Pedal.